# Damdubbel i paleta goma trinquete vid panamerikanska spelen 2011
Damdubbel i paleta goma trinquete i baskisk pelota vid panamerikanska spelen 2011 spelades i Guadalajara, Mexiko under perioden 21–27 oktober 2011.
Argentina vann finalen mot Uruguay, och Mexiko vann matchen om tredjepris mot Chile.

## Deltagare
| Nation    | Tävlande                   | Födelsedatum (ålder 21 oktober 2011) |
| --------- | -------------------------- | ------------------------------------ |
| Argentina | Maria Lis Garcia           | 10 december 1984 (26 år)             |
| Argentina | Veronica Andrea Stele      | 19 november 1978 (32 år)             |
| Chile     | Daniela Andrea Apablaza    | 26 maj 1982 (29 år)                  |
| Chile     | Zita Amaya Solas           | 13 december 1983 (27 år)             |
| Kuba      | Yurisleidis Milagros Allue | 1 april 1989 (22 år)                 |
| Kuba      | Daniela Darriba            | 7 januari 1996 (15 år)               |
| Mexiko    | Ariana Yolanda Cepeda      | 2 juli 1986 (25 år)                  |
| Mexiko    | Rocio Guillen              | 6 oktober 1983 (28 år)               |
| Uruguay   | Maria Jimena Miranda       | 23 april 1994 (17 år)                |
| Uruguay   | Camila Naviliat            | 13 december 1994 (16 år)             |

### Fotnoter
1. ↑  ”Frontón”. Guadalajara2011.org.mx. Arkiverad från originalet den 28 december 2011. https://web.archive.org/web/20111228223037/http://info.guadalajara2011.org.mx/ESP/ZZ/ZZE100B_BP%40%40%40%40%40%40%40%40%40%40%40%40%40%40%40ESP.htm. Läst 19 oktober 2014.